# تاريخ غينيا الاستوائية

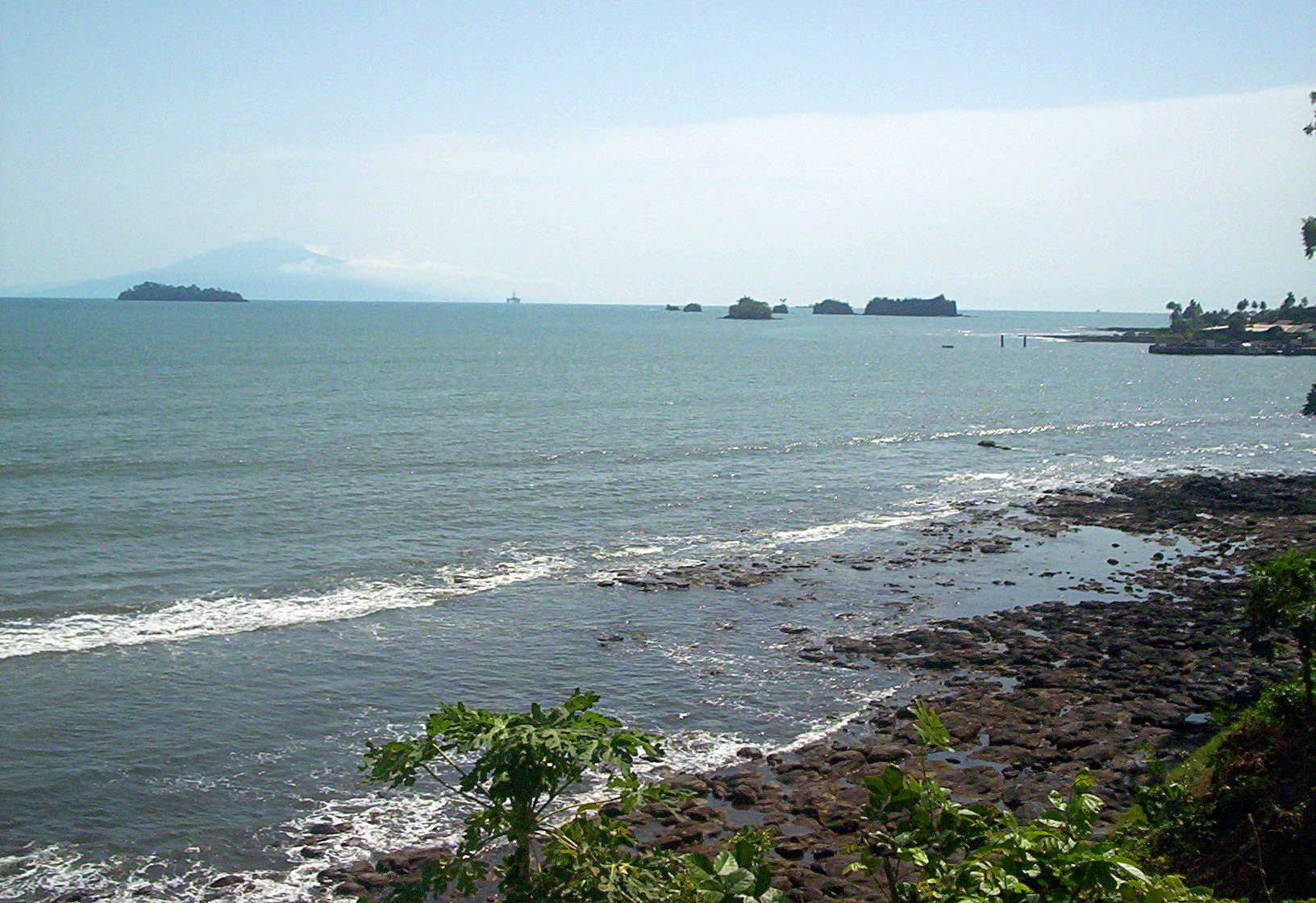

يتميز تاريخ غينيا الاستوائية بقرون من هيمنة الإمبراطوريات البرتغالية، والبريطانية، والإسبانية، والممالك المحلية الاستعمارية.

## تاريخ ما قبل الاستعمار
يُعتقد أن أفراد البيغمي هم أول من سكن منطقة غينيا الاستوائية، وتبقى منهم الآن أفراد يعيشون في مناطق معزولة في شمال ريو موني. جلبت هجرات قبائل البانتو بين القرنين السابع عشر والتاسع عشر الجماعات الساحلية ولاحقًا قبائل فانغ، التي ربما تنحدر منها قبائل البوبي، الذين هاجروا إلى باكوجان من الكاميرون وريو موني في عدة موجات وخلفوا سكان العصر الحجري الحديث السابقين. وصل تجار الرقيق من شعب الإيغبو في نيجيريا (معظمهم من قبائل أرو) وأسسوا مستوطنات صغيرة في بيوكو وريو موني، ما وسع كونفدرالية قبائل أرو في القرنين الثامن عشر والتاسع عشر. جلب البرتغاليون سكان الأنوبون، الذين ترجع أصولهم إلى أنغولا، عبر ساو تومي.

## الحقبة الاستعمارية

### الإمبراطوريتين الإسبانية والبريطانية
يعتبر المستكشف البرتغالي فرناندو بو، الذي كان يبحث عن طريق إلى الهند، أول أوروبي يكتشف جزيرة بيوكو عام 1472، أطلق عليها اسم فورموسا «جميلة»، لكنها سرعان ما حملت اسمه. استعمرت البرتغال جزر فرناندو بو وأنوبون عام 1474.
في عام 1778، وقعت ملكة البرتغال ماريا الأولى، وملك إسبانيا كارلوس الثالث معاهدة إل باردو التي تنازلت بموجبها عن جزيرة بيوكو، والجزر المجاورة، والحقوق التجارية لإسبانيا في خليج بيافرا بين نهري النيجر وأوغوي. عزمت إسبانيا على الوصول إلى مناطق عبيد يسيطر عليها التجار البريطانيون. بين عامي 1778 و 1810، كان إقليم غينيا الاستوائية يدار من ملكية ريو دي لا بلاتا البديلة، ومقرها في بوينس آيرس.
في الفترة من 1827 إلى 1843، كان لدى المملكة المتحدة قاعدة في جزيرة بيوكو لمكافحة تجارة الرقيق، ثم نقلت إلى سيراليون بعد اتفاق مع إسبانيا عام 1843. في عام 1844، وإبان استعادة السيادة الإسبانية، أصبحت تعرف باسم «الأراضي الإسبانية لخليج غينيا» (بالإسبانية: Territorios Españoles del Golfo de Guinea). أهملت إسبانيا احتلال المساحة الكبيرة في خليج بيافرا التي لها حقوق بها وفق المعاهدات، ووسع الفرنسيون احتلالهم على حساب المنطقة التي طالبت بها إسبانيا. تركت معاهدة باريس عام 1900 لإسبانيا الأرض الحبيسة ريو موني، بمساحة أكثر من 26 ألف كيلومتر مربع بقليل من إجمالي 300 ألف كيلومتر مربع، تمتد شرقًا حتى نهر أوبانغي، الذي طالب به الإسبان.

### الأراضي الاستعمارية الإسبانية
في بداية القرن العشرين، كانت مزارع جزر فرناندو بو في حوزة نخبة من أفراد شعوب الكريول السود، عرفوا لاحقًا بالفرنانديين. وطن البريطانيون نحو 2,000 شخص من سكان سيراليون وحرروا العبيد خلال احتلالهم القصير للجزيرة في أوائل القرن التاسع عشر، واستمرت تيارات الهجرة الصغيرة من غرب إفريقيا وجزر الهند الغربية بعد رحيل البريطانيين، بالإضافة إلى قدوم كوبيين وفيلبينيين، وإسبان من مختلف الألوان، كانوا قد رُحلِوا من بلدانهم بسبب جرائم سياسية أو غيرها، وبعضهم ساعد المستوطنين. كان هناك أيضًا مهاجرون من الجزر البرتغالية المجاورة، مثل العبيد الهاربين، والمزارعين الذين يتطلعون إلى مستقبل أفضل. كان هناك عدد قليل من الفرنانديين الكاثوليك المتحدثين بالإسبانية، وكان حوالي تسعة أعشارهم بروتستانت يتحدثون الإنجليزية في فترة الحرب العالمية الأولى، وكانت اللغة الإنجليزية المبسطة هي اللغة المشتركة لسكان الجزيرة. أدى سكان سيراليون عملهم في الزراعة بشكل جيد، بينما استمر استقطاب العمال على ساحل ويندوارد، وذلك لأنهم حافظوا على الروابط الأسرية هناك، وكان بإمكانهم تنظيم إمدادات العمل بسهولة.
بسبب حياد إسبانيا خلال الحرب العالمية الأولى، استضافت جزر ريو موني وفرناندو بو أعدادًا كبيرة من القوات الألمانية واللاجئين الذين فروا من الكاميرون الألمانية، بعد أن غزت قوات الإمبراطورية البريطانية والجمهورية الفرنسية الثالثة وبلجيكا مستعمرات الإمبراطورية الألمانية هناك. عاملتهم السلطات الإسبانية بشكل جيد، ويرجع ذلك إلى حد كبير إلى أن الميليشيا المكونة من 180 رجلًا لم تكن كبيرة بما يكفي لاحتجازهم بالقوة. بقي معظم السكان الكاميرونيين الأصليين في موني، في حين انتقل الألمان إلى جزيرة فرناندو بو.
في السنوات الأولى من القرن العشرين، وضع جيل جديد من المهاجرين الإسبان الفرنانديين في موقف دفاعي. انحازت قوانين الأراضي الجديدة في عام 1904-1905 للإسبان، ووصل معظم المزارعين الكبار في السنوات اللاحقة إلى الجزر من إسبانيا بعد هذه القوانين الجديدة. فضلت اتفاقية العمل الليبيرية لعام 1914 الرجال الأثرياء الذين يمكنهم الوصول بسهولة إلى الدولة،  وعزز التحول في إمدادات اليد العاملة من ليبيريا إلى ريو موني من ذلك. في عام 1940، قُدِّر أن الأفارقة ينتجون ما نسبته 20% فقط من الكاكاو في المستعمرة، والنسبة العظمى المتبقية ينتجها الفرنانديون.
كان النقص المتكرر في العمالة أكبر ما يعيق التنمية الاقتصادية، توغل سكان جزيرة بيوكو الأصليين من شعوب البانتو داخل الجزيرة، وعانى قسم كبير منهم بسبب إدمان الكحول، والأمراض المنقولة جنسيًا، والجدري، وأمراض النوم، ورفضوا العمل في المزارع. منحهم عملهم في مزارع الكاكاو الصغيرة الخاصة بهم درجة كبيرة من الاستقلالية. علاوة على ذلك، منذ أواخر القرن التاسع عشر، حمت الحملات التبشيرية الإسبانية الكلاريتية شعوب البانتو من المزراعين. إذ كانت هذه الحملات ذات نفوذ كبير في المستعمرة، وتمكنت في النهاية من تنظيم شعوب البانتو في مهمة ثيوقراطية صغيرة. عُزز التغلغل الكاثوليكي من خلال تمردين صغيرين حصلا احتجاجًا على تجنيد العمال القسري في المزارع في عامي 1898 و1910، ما أدى إلى نزع سلاح شعوب البانتو عام 1917، وتركهم تحت وصاية المبشرين.
في نهاية القرن التاسع عشر، بدأ المزارعون الإسبان، والبرتغاليون، والألمانيون، والفرنانديون في تطوير مزارع الكاكاو الكبيرة، ومع هلاك السكان الأصليين من شعوب البانتو بسبب المرض والعمل القسري، أصبح اقتصاد الجزيرة يعتمد على العمال الوافدين الذي قدموا بعقود زراعية. وقعت اتفاقية عمل مع جمهورية ليبيريا عام 1914، وقد جرى تنسيق نقل ما يصل إلى 15,000 عاملًا عبر شركة وورمان-ليني الألمانية للنقل. قُطعت إمدادات العمالة الليبيرية عام 1930 بعد أن اكتشفت لجنة تابعة لمنظمة العمل الدولية أن العاملين في العقود «جندوا في ظل ظروف قسرية إجرامية لا يمكن تمييزها عن أفعال تجارة الرقيق».
بين عامي 1926 و1959، وُحدت جزيرتا بيوكو وريو موني وشكلتا مستعمرة غينيا الإسبانية. كان الاقتصاد قائمًا على مزارع الكاكاو والبن الكبيرة، وامتيازات قطع الأشجار، وكانت القوى العاملة في الأغلب من المهاجرين العاملين بعقود من ليبيريا، ونيجيريا، والكاميرون الفرنسية. شُنت حملات عسكرية لإخضاع شعوب فانغ في التسعينات، في الوقت الذي بدأت فيه ليبيريا في تقليص العاملين. كانت هناك مواقع عسكرية وحاميات للحرس الاستعماري في جميع أنحاء الأرض الحبيسة بحلول عام 1926، واعتبرت المستعمرة بأكملها «مسالمة» بحلول عام 1929. مع ذلك، كان عدد سكان ريو موني صغيرًا، ووصل تعدادها رسميًا أكثر من 100,000 نسمة عام ثلاثينيات القرن العشرين، وكان الفرار عبر الحدود إلى الكاميرون أو الغابون سهلًا جدًا. علاوة على ذلك، كانت شركات الأخشاب في حاجة إلى كميات متزايدة من العمالة، ووفر انتشار زراعة البن بديلًا لدفع الضرائب، وهكذا ظلت جزيرة فرناندو بو تعاني من نقص العمالة.